# Santa Mercedes
Santa Mercedes este un oraș în São Paulo (SP), Brazilia.